# Homogenia inconstans
Homogenia inconstans là một loài ruồi trong họ Tachinidae.